# Городской сад (Чернигов)
Городской сад или Горсад (укр. Міський сад) — парк-памятник садово-паркового искусства местного значения, расположенный на территории Деснянского района Чернигова. Является местом отдыха горожан. Площадь — 11,2, 9,47 га.

## История
Парк «Казённый сад» был заложен на месте природной пойменной дубравы в 1883-1886 годах как место отдыха горожан. 
По другим данным, в период управления генерал-губернатора А. Б. Куракина (1803-1806) был основан парк, упорядочиванию, которого немало внимания уделил губернатор А. П. Бутович (1813-1818).
Парк-памятник садово-паркового искусства был создан решением Черниговского облисполкома от 28.03.1964 №121 с целью сохранения, охраны и использования в эстетических, воспитательных, природоохранных, научных и оздоровительных целях наиболее ценных природных комплексов. Также упоминается в решениях Черниговского облисполкома от 10.06.1972 №303, от 27.12.1984 №454, от 28.08.1989 №164.
В 2019 году обсуждались предпроектные предложения по реконструкции Центрального парка и прилегающей территории, где основой выступает концепция парка «четыре в одном» — городской сад, ландшафтный парк, тематический парк и лесопарк.

## Описание
Расположен на надпойменной (правобережной) террасе Десны на территории исторической местности Кордовка — южнее улицы Шевченко. Парк-памятник «Городской сад» занимает северную часть Центрального парка (севернее летнего театра и фонтана) с зелёными насаждениями и фонтаном.
В парке установлено несколько информационных стендов. Территория городского сада изрезана пешеходными аллеями.  
Абсолютные высоты колеблются в пределах 112-117 м над уровнем моря.
Транспорт: троллейбус № 1, 8, 9 и автобус/марш. такси № 16, 27, 30, 31, 36, 38, 39, 42, 44, 135 — ост. Парк культуры и отдыха.
Здесь расположен памятник археологии вновь выявленный Поселение «Горсад» с охранным № 8028.

## Природа
Имеет один из наибольших показателей видового разнообразия среди парковых территорий города. Это объясняется сочетанием природно-экологических (преимущественно эдафических, частично орографических и гидрологических) и исторических формирований этих территорий, вниманием к центральным парковым территориям города в течение XX в. со стороны ландшафтных архитекторов и служб озеленения и благоустройства города. Отличается высоким разнообразием дендрофлоры. Городской сад развивался как Центральный парк культуры и отдыха: с одной стороны с высокой рекреационной нагрузкой, с другой — на его территории 1850-1860-е годы высаживались разнообразные вид деревьев и кустов для создания ландшафтной композиции. Сравнение таксономических спектров дендрофлоры парков города Чернигова — показывает сходство их систематической структуры — значительным сходством аборигенной составляющей дендрофлоры характеризуются Городской сад и парк культуры и отдыха имени М. М. Коцюбинского. Парковая территория выступает как очаг генофонда дендрофлоры и является одним из центров рекреационной деятельности — здесь наблюдается влияние регулированной рекреации.
Здесь насчитывается 86 видов растений, в т.ч. 26 местных видов, из 24 семейств и 48 родов. Основу древостоя составляют 55 интродуцированных видов. Но преобладающими численно являются виды аборигенной группы растений — объясняется удачным и своеобразным сочетанием на отдельных площадях паркового ландшафта с лесными видами или с участием видов лесной группы. 
Ассортимент пополнялся силами Черниговского ботанического сада, совхоза «Деснянский» и КП «Зеленбуд».
В парке встречаются вековые дубы, вязы, липы, клёны. Встречаются одиночные деревья культиваров видов клён остролистный (Acer platanoides L. ('Globosum')) и ива белая (Salix alba L. ('Vitellina pendula')).